# Smoke on the Water
A Smoke on the Water című szerzemény a Deep Purple együttes 1972-es, Machine Head című lemezén jelent meg. Annak ellenére, hogy ezt a felvételt csak afféle „tölteléknótának” szánták, a dal szinte napok alatt sláger lett, hetekig listavezető volt az angliai slágerlistákon, rövid idő alatt az együttes egyik legismertebb és legelismertebb szerzeményévé vált. A mai napig ez a dal a Deep Purple legfőbb védjegye, a hard rock egyik alapműve. Híres alapdallama az egyik legismertebb és legnépszerűbb gitárriff, amelyet néhány évvel ezelőtt több fórumon is a világ legjobbjának választottak.

## Története
A dalszöveg megtörtént eseményen alapul. 1971. december 4-én a Deep Purple Svájcban, Montreux-ben tartózkodott, hogy a Rolling Stones zenekartól bérelt mobilstúdióban lemezfelvételt készítsen (a dalszövegben: „Rolling truck Stones thing” és „make records with a mobile”) a Montreux-i kaszinó részét képező szórakoztató komplexum területén. A lemezfelvétel estéjén a kaszinó színháztermében Frank Zappa és a The Mothers of Invention adott koncertet. Ez volt az évad utolsó koncertje, mielőtt a kaszinókomplexumot az éves téli felújítási munkálatokra bezárták, és ez az időszak tette lehetővé, hogy a Deep Purple itt készíthesse el soron következő albumát. Amikor Don Preston belekezdett a szintetizátorszólóba a King Kong című dalban, valaki a közönségből elsütött egy riasztópisztolyt és a rakétát a rattan borítású plafonba lőtte, amitől az lángra kapott (a dalszövegben: „some stupid with a flare gun”. Habár komolyan senki nem sérült meg, a tűz elpusztította az egész kaszinókomplexumot, Mothers teljes felszerelésével együtt. A Smoke on the Water dalcím (magyarul: Füst a víz felett) arra utal, ahogy a Genfi-tó felszínén szétterült a parton lángoló kaszinó füstje, amit a Deep Purple tagjai a szállodaszobáik ablakából figyeltek. „A legnagyobb tűz volt, amit valaha addig láttam, és feltehetően egész életemben a legnagyobb” – nyilatkozta Roger Glover basszusgitáros, aki a dal címét kitalálta. „Hatalmas épület volt. Emlékszem, nem volt nagy pánik, mert elsőre nem tűnt komolynak. De amikor igazán lángra kapott olyan volt, mint egy tűzijáték.” A dalszövegben a „Funky Claude running in and out” sor a Montreux-i Jazz Fesztivál igazgatójára, Claude Nobsra utal, aki segített a közönség egy részének kimenekülni a tűzből.

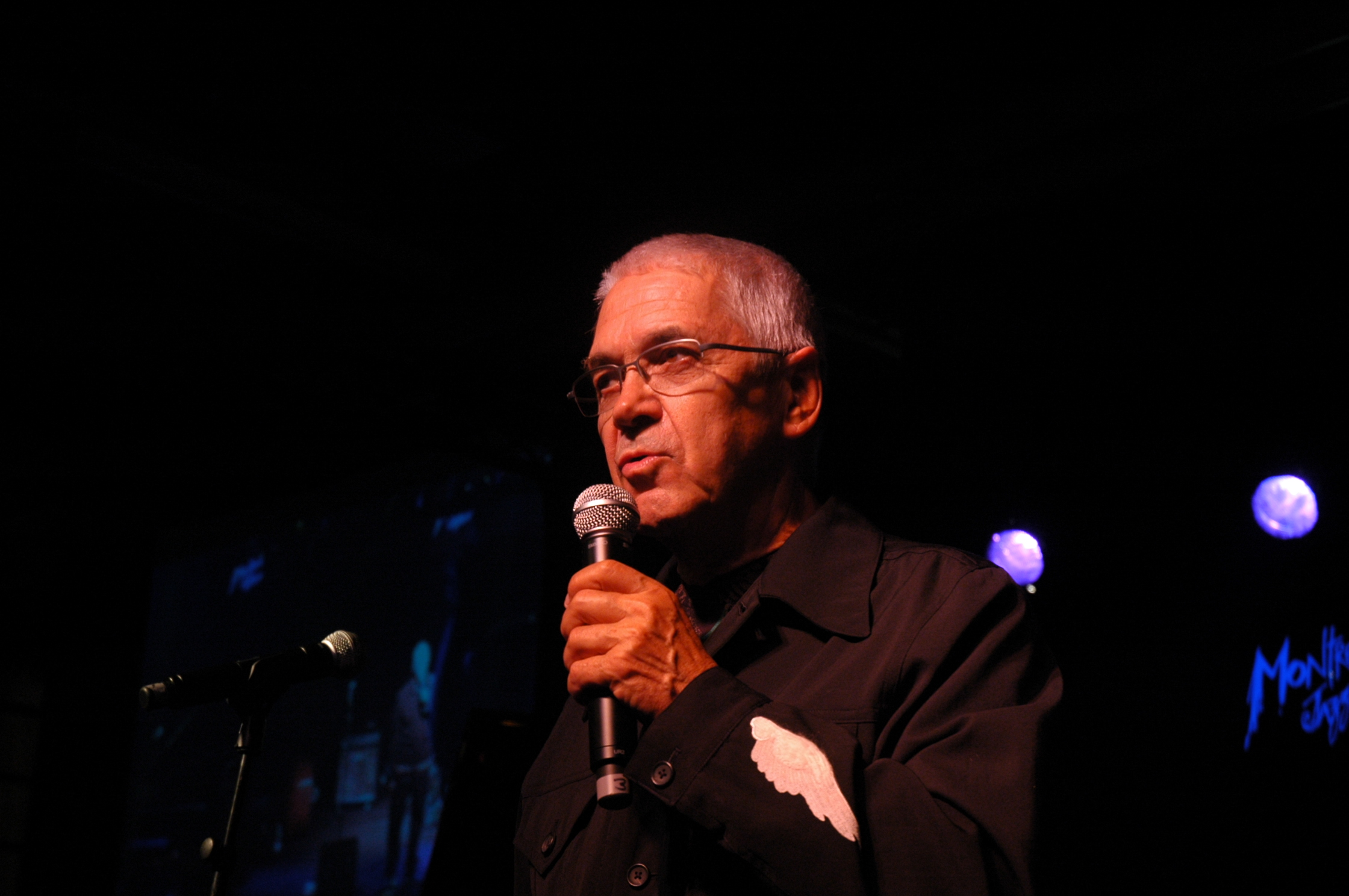
Claude Nobs (2006), a dalban említett "Funky Claude"

A tűz miatt a zenekarnak is el kellett hagynia a kaszinókomplexumot, és más helyet találni, ahol berendezhetik a mobilstúdiót. Claude Nobs segítségével a The Pavilion nevű helyi színházban rendezkedtek be először, de csak egyetlen dal munkálataiba tudtak igazán belekezdeni, mert a hangoskodás miatt a szomszédság feljelentést tett, és a helyi rendőrök leállították a munkát. Egy hét után találtak új helyet, kibérelték a szinte teljesen üres Grand Hôtel de Territet szállodát, amelynek előcsarnokában és lépcsőházában állították fel a stúdiót. A Deep Purple kereskedelmileg legsikeresebb Machine Head című albumának dalait végül itt rögzítették. Az egyetlen dal a lemezről, amelyet nem teljes egészében a hotelben rögzítettek, a Smoke on the Water volt, amelyet részben még a félbeszakadt Pavilion-session alatt vettek fel. A dal szövegét nagyrészt az énekes Ian Gillen írta meg Glover címötlete alapján. Az éneket pedig a Grand Hotelben rögzítették.
A baleset és a különleges figyelem miatt, amit Montreaux azután kapott, hogy a Smoke on the Water világszerte ismert sláger lett, tartós kötelék alakult ki a Deep Purple és a város között. Montreaux emlékművet állított a dalnak a Genfi-tó partján, melyre felvésték a zenekar nevét, a dal címét és a híres riff hangjegyeit. Az új Montreaux-i kaszinó nagytermével szemközti balusztrádra is felkerültek dekorációként a hangjegyek.
A Classic Albums dokumentumfilm sorozat Machine Head albumról készült epizódjában Ritchie Blackmore gitáros elmondja, hogy a zenekar baráti köre nem rajongott a Smoke on the Water riffjéért, mert túl egyszerűnek, szimplának találták. Blackmore azzal vágott vissza, hogy Beethoven 5. szimfóniájának bevezetője ugyanúgy négy hangra épül. „Az az elképesztő ebben a dalban, és különösen Ritchie riffjében,” – állapította meg Ian Paice dobos – „hogy senki nem állt elő vele korábban, mert annyira fantasztikusan egyszerű és csodálatosan kielégítő.”

## Listás helyezések
| Slágerlista (1973)                   | Legjobb helyezés |
| ------------------------------------ | ---------------- |
| Ausztrália (Kent Music Report)       | 54               |
| Ausztria (Ö3 Austria Top 40)         | 11               |
| Belgium (Ultratop 50 Flanders)       | 27               |
| Kanada RPM Top Singles               | 2                |
| Hollandia (Single Top 100)           | 11               |
| Franciaország (SNEP)                 | 64               |
| Németország (Media Control Charts)   | 20               |
| US Billboard Hot 100                 | 4                |
| US Cash Box Top 100                  | 3                |
| Slágerlista (1977)                   | Legjobb helyezés |
| UK Singles (Official Charts Company) | 21               |
| Slágerlista (2012)                   | Legjobb helyezés |
| Franciaország (Single Top 100)       | 134              |

| Lista (1973)         | Helyezés |
| -------------------- | -------- |
| Kanada               | 34       |
| US Billboard Hot 100 | 50       |
| US Cash Box          | 52       |

## Fordítás
- Ez a szócikk részben vagy egészben  a   Smoke on the Water című angol Wikipédia-szócikk fordításán alapul.  Az eredeti cikk szerkesztőit annak laptörténete sorolja fel. Ez a jelzés csupán a megfogalmazás eredetét és a szerzői jogokat jelzi, nem szolgál a cikkben szereplő információk forrásmegjelöléseként.